# Rio Trombetas
Rio Trombetas är ett vattendrag i Brasilien.   Det ligger i delstaten Pará, i den centrala delen av landet, 1 800 km nordväst om huvudstaden Brasília.
I omgivningarna runt Rio Trombetas växer i huvudsak städsegrön lövskog. Trakten runt Rio Trombetas är nära nog obefolkad, med mindre än två invånare per kvadratkilometer.